# Mantidactylus ulcerosus
A Mantidactylus ulcerosus  a kétéltűek (Amphibia) osztályába és  a békák (Anura) rendjébe, az aranybékafélék (Mantellidae) családjába, a Brygoomantis alnembe tartozó faj.

## Előfordulása
Madagaszkár endemikus faja. A sziget számos területén előfordul a tengerszinttől 1600 m-es tengerszint feletti magasságig.

## Megjelenése
Közepes méretű Mantidactylus faj. A hímek mérete 32–34 mm, a nőstényeké 38–41 mm. Mellső lába úszóhártya nélküli, a hátsó lábán fejlett úszóhártyák vannak. Ujjkorongjai enyhén megnövekedettek. Háti bőre durván szemcsézett, oldala felé gyengén kifejlett redőkkel. Hátának színe többnyire egyenletesen barna, néha sötétebb mintázattal, vagy gerince vonalában világos sávval vagy csíkkal. Hasi oldala piszkos fehér barna pigmentációval, különösen a mellkasán. A hímeknek feltűnő combmirigyeik vannak, melyek a párzó egyedeknél sárgás színűek. Egyszeres hanghólyagja enyhén nyújtható.
Általában vízfolyásokban és mocsarakban fordul elő. A párzás lassan folyó vizekben történik. Petecsomóit vagy az avarba vagy vízparti kövekre helyezi, kifejlődés után az ebihalak a vízbe mosódnak, ahol az átalakulás megtörténik.

## Természetvédelmi helyzete
A vörös lista a nem fenyegetett fajok között tartja nyilván. Számos védett területen megtalálható.